# Sazes da Beira
Sazes da Beira es una freguesia y aldea portuguesa del municipio de Seia, con 6,39 km² de área y 341 habitantes (2001).

## Geografía
La freguesia incluye las antiguas quintas deshabitadas de la Ribeirinha y de la Ribeira, Sazes Velho y Sazes (sede de la freguesia). Toda la parroquia está dentro del parque natural de Sierra de la Estrella. Hay dos ríos en su territorio, el Ribeiro de Sazes y el Ribeiro de Sazes Velho, ambos afluentes del río Alva.

## Historia

### Época Romana
Las minas de Sazes fueron exploradas por los romanos en el siglo V a. C. Su fundación se debe a familias de pastores de Sandomil y de las Corgas que buscaban terrenos fértiles y con fácil acceso al agua.

### Renacimiento
Se supone que el primer asentamiento ocurrió en el siglo XV, en el lugar llamado desde el siglo XVIII Sazes Velho (“Sazes Viejo”). En 1527 tenía la aldea 65 personas. Buscando la proximidad del agua se establecieron en lo que hoy es la aldea de Sazes da Beira propiamente dicha.
No se sabe la fecha de la fundación de su freguesia o parroquia, existiendo registros parroquiales (bautismos, casamientos y óbitos) desde 1612, lo que indica que la parroquia fue construida en la segunda mitad del siglo XVI. En 1731 es edificada su Iglesia Matriz. Desde su fundación, Sazes ha pertenecido siempre al ayuntamiento de Sandomil hasta 1855, fecha que en la que ha pasado a pertenecer a Seia. Apenas hubo un intervalo del 1836 al 1840 en que en el medio de todas las remodelaciones administrativas ocurridas, la parroquia de Sazes (correspondiente a todo el territorio de su parroquia) perteneció al ayuntamiento de Loriga.

### Época Contemporánea
La gran alteración en la vida social de la aldea ha venido con la creciente búsqueda de mineral, especialmente de wolframio en los principios del siglo XX, que ha culminado en la 2.ª Guerra Mundial. La población fue aumentando a medida que las minas de la freguesia eran explotadas. Con el fin de los envíos mineros para la Europa en guerra, la economía de la freguesia comenzó a decaer. Su auge demográfico ocurrió en los años 60, cuando tenía más de 670 habitantes. A principios del siglo XX, la emigración surgió como alternativa a la dura vida del campo y a los terrenos altos, de difícil cultivo y de fuerte pendiente. Con todo, esta vez no fueron Argentina ni tampoco Brasil los destinos a los que partían, sino Francia, Alemania y principalmente, Luxemburgo. Las minas fueron abandonadas definitivamente, así como los viveros de plantas (árboles) criados en la freguesia por el Estado Novo, que cesaron su actividad en los años 80.

### SigloXXI
El año 2001 ha sido fatal para el paisaje de la freguesia, debido a un incendio de dimensiones nunca antes vistas en la zona que consumió la mayor parte de los pinos y vegetación, llegando no sólo a sus poblaciones anexas sino también pasando los límites de la freguesia y afectando otras tierras. Según relatos del propio pueblo, fueron testigos de como un helicóptero lanzaba lo que sería la chispa que inició la catástrofe. 

Recientemente se inauguró el Lar de 3.ª Idade de Sazes da Beira (residencia de ancianos) como resultado del envejecimiento de la población, que sirve a varias parroquias, por el entonces ministro de Trabajo y Solidaridad, Ferro Rodrigues. El futuro de esta bella aldea serrana pasa hoy, sin duda, por el turismo en sus varias vertientes, dada su proximidad a la Torre de la Sierra de la Estrella y a los paisajes naturales de la freguesia.

## Patrimonio
- Iglesia Matriz de Nossa Senhora do Rosário (1731);
- Capilla de Santa Eufémia (siglo XIX);
- Capilla da Senhora do Monte Alto (1906);
- Coto Minero del Malha Pão (siglo XIX);
- Molinos de Água (siglo XIX);
- Viveros (siglo XX);
- Sus casas tradicionales hechas de esquisto y con tejados de pizarra.

- Datos: Q2142894
- Multimedia: Sazes da Beira / Q2142894